# Nordharzer Städtebundtheater
Das Nordharzer Städtebundtheater ist ein Dreispartenhaus in der Region Harz in Sachsen-Anhalt. Der Bühnenbetrieb ging 1992 aus der Fusion des Stadttheaters in Quedlinburg und des Volkstheaters in Halberstadt hervor und wird seither unter einer gemeinsamen betriebswirtschaftlichen und künstlerischen Leitung geführt.
Bespielt werden insgesamt vier Bühnen in beiden Städten. Im Sommer finden darüber hinaus Aufführungen im bekannten Bergtheater Thale, auf der Waldbühne in Altenbrak, auf Burg Westerburg und auf zahlreichen weiteren Bühnen in der Region Harz statt. Alle Sparten des Nordharzer Städtebundtheaters geben außerdem in ganz Deutschland und zum Teil darüber hinaus Gastspiele.
Träger des Zweckverbandes sind der Landkreis Harz sowie die Städte Quedlinburg und Halberstadt. Eine weitere Bezuschussung erfolgt durch das Land Sachsen-Anhalt.

## Allgemeines und aktuelle Situation
Das Nordharzer Städtebundtheater bietet mit Oper, Operette, Musical, Schauspiel, Ballett und Konzert Kulturveranstaltungen für den Landkreis Harz sowie angrenzende Regionen. Die traditionsreichen Theater in Halberstadt und Quedlinburg wurden 1992 zu einem gemeinsamen Dreispartentheater als kommunaler Zweckverband vereint. Sowohl im Großen Haus Halberstadt als auch in der Kammerbühne stehen seitdem Opern, Operetten, Musicals, Ballette und Schauspiele sowie Aufführungen auf dem Programm.
Seit dem 8. Januar 2024 heißt das Nordharzer Städtebundtheater Harztheater und wird schrittweise von der Körperschaft öffentlichen Rechts (KöR) in eine gGmbH überführt.

## Stadttheater Halberstadt
Das Theater im Nordharz hat eine lange Tradition. Seit 1812 existiert in Halberstadt ein Theaterbetrieb. Dieser konnte im Jahr 1905 mit einem festen Ensemble in ein neu erbautes Stadttheater einziehen, unterstützt von den kulturinteressierten Bürgern der Stadt. Das Halberstädter Theater wurde in dieser Zeit unter anderem durch seine Aufführungen von Wagneropern deutschlandweit bekannt. Gustaf Gründgens und Theo Lingen debütierten hier.
Im Zweiten Weltkrieg wurde das Stadttheater zerstört, konnte jedoch als eines der ersten deutschen Theater der Nachkriegszeit seinen Betrieb wieder aufnehmen. 1949 wurde ein neues Haus eröffnet, das „Volkstheater Halberstadt“. Hans Auenmüller wirkte hier über vier Jahrzehnte bis 1991.

## Theater Quedlinburg

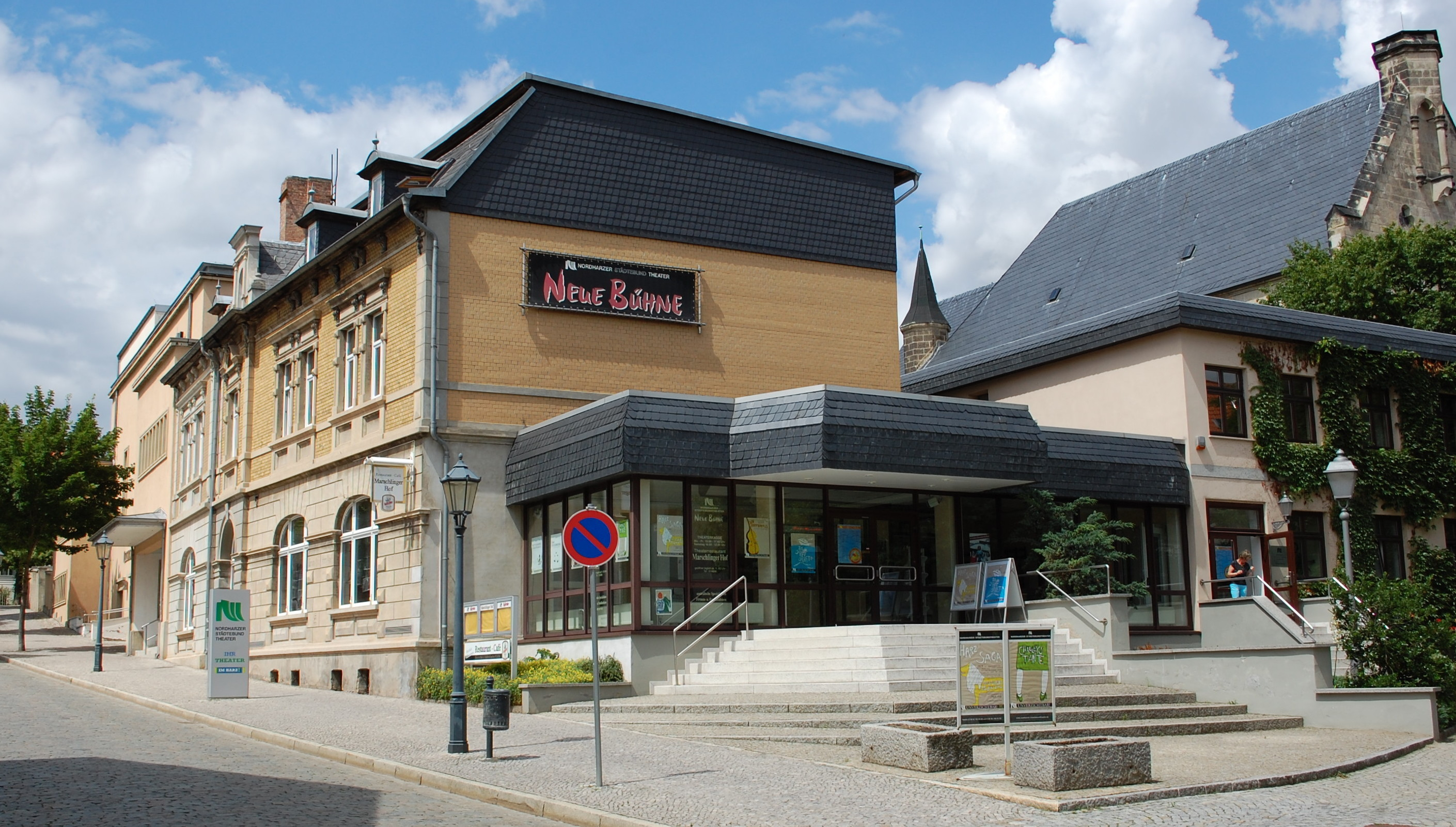
Theater am Marschlinger Hof

Seit dem 19. Jahrhundert existierte in Quedlinburg ein Theaterbetrieb, jedoch zunächst ohne festes Ensemble. Das Theatergebäude wurde am 10. Oktober 1886 eingeweiht. Das im Stil der Gründerzeit errichtete Gebäude wurde von Wilhelm und Hermann Schilling als Gasthaus und Theater betrieben. Anfang der 1930er entstand ein neuer Gebäudeteil. Dieser Teil des Hauses ist von einer sachlich-funktionalen Formensprache geprägt und kubisch. Erst am 2. Oktober 1945 wurde das Stadttheater Quedlinburg gegründet und hatte mit Iphigenie auf Tauris von Johann Wolfgang von Goethe in der Gaststätte „Prinz Heinrich“ seine erste Vorstellung. Der Dreispartenbetrieb erhielt Einzug in das „Theater am Marschlinger Hof“, das bis heute als Spielstätte genutzt wird.
1964, nach der Neustrukturierung der Theaterlandschaft durch die Regierung der DDR, wurde das Musiktheater in Quedlinburg abgeschafft, das Schauspielensemble bespielte die Bühne am Marschlinger Hof weiterhin bis 1984. Durch das Fehlen der finanziellen Mittel war das so genannte Große Haus immer mehr verfallen und musste schließlich für den Spielbetrieb gesperrt werden.
Erst 1997 wurde die Spielstätte auch durch das Engagement vieler theaterbegeisterter Bürger wieder eröffnet.
Das Theater befindet sich an der Adresse Marschlinger Hof 17 und ist im Quedlinburger Denkmalverzeichnis eingetragen. Das Foyer und der Eingangsbereich des Hauses sind größtenteils original erhalten. Bemerkenswert ist die Lichtdecke. Zierende Elemente wie die farbliche Gestaltung und geätzte Scheiben sind zurückhaltend eingesetzt.

## Intendanten
- 1991–1999   Gero Hammer
- 1999–2005   Kay Metzger
- 2005–2008   André Bücker
- Ab 2009         MD Johannes Rieger

## Träger und Finanzierung
Die Träger des „Zweckverbandes Nordharzer Städtebundtheater“ sind der Landkreis Harz und die Städte Quedlinburg und Halberstadt. Das weitere Bestehen der Nordharzer Städtebundtheater ist ungewiss. Bereits vor wenigen Jahren wurden 25 % der Haushaltsmittel gestrichen. Das derzeitige Gesamtbudget beläuft sich auf rund acht Millionen Euro. Ab der Spielzeit 2013/14 haben die Träger des Zweckverbandes drastische Sparmaßnahmen in Aussicht gestellt. Die Zuschüsse sollen um jeweils die Hälfte der bisher gezahlten Summe verringert werden. Durch diese angekündigten Maßnahmen ringt das Theater um den Bestand seines kulturellen Beitrags in der Region.

## Domfestspiele
Die Halberstädter Domfestspiele werden jährlich vom Nordharzer Städtebundtheater in Kooperation mit der Moses Mendelssohn Akademie und dem Evangelischen Kirchspiel Halberstadt organisiert. 2011 erfolgte im Dom zu Halberstadt die Uraufführung der Ballettinszenierung Maria Magdalena von Jaroslaw Jurasz.

## Orchesterwerkstatt
Junge Musiker und Komponisten finden durch die jährlich stattfindende Orchesterwerkstatt eine Bühne für ihre Werke. Durch die Zusammenarbeit mit dem Landesmusikrat Sachsen-Anhalt kann jungen talentierten Menschen ein fruchtbarer und praktischer Austausch mit Musikern, Professoren und Zuschauern ermöglicht werden. Die Werke der Teilnehmer werden mit dem Orchester des Nordharzer Städtebundtheaters erarbeitet, um sie dann öffentlich zu präsentieren.

## Theaterpädagogik
Das Nordharzer Städtebundtheater spricht mit seinem theaterpädagogischen Angebot vor allem theaterinteressierte Lehrer, Schüler und Eltern an. Der Theaterjugendclub bietet jungen Talenten eine Bühne und nimmt am jährlichen Schülertheatertreffen teil. Das Programm der Theaterpädagogik reicht von Theaterführungen über Schulbesuche und Premierenklassen bis hin zu Theatergesprächen.